# Itame aspersaria
Itame aspersaria là một loài bướm đêm trong họ Geometridae.